# فاضل برواري
فاضل جميل البرواري ضابط في الجيش العراقي برتبة لواء من مواليد دهوك 1966، خريج كلية العسكرية الثانية في زاخو وقائد الفرقة الذهبية في الجيش العراقي.
برواري هو اسم عشيرته التي تسكن في محافظة دهوك. عمل آمراً في قوات البيشمركة الكردية بين عامي 1980-1991. وبعد سقوط نظام صدام حسين عمل على تأسيس جهاز العمليات الخاصة العراقية لتكون نواة لجهاز جهاز مكافحة الارهاب العراقي.

## التاريخ
ولد عام 1966 في محافظة دهوك، وأنضم في أواخر أيام مراهقته لقوات البشمركة، ثم التحق بالجيش العراقي في عام 2004 بعد الغزو الأمريكي للعراق.
وبعد انضمامه للجيش العراقي ارتقى برتبه العسكرية بسرعة، وأصبح قائد وحدة قوات العمليات الخاصة العراقية، والتي هي نخبة القوات الخاصة التي تدربت من قبل القوات الخاصة الأمريكية، وسلحت بأسلحة أمريكية، وهو كان يقود معارك الأنبار في عام 2014.
في نوفمبر 2017، شهد عاملان سابقان من شركة دينكورب، في محكمة إليكساندريا الفيدرالية في فرجينيا، أنهم دفعوا مئات الآلاف من الدولارات بواسطة البرواري لترتيب سعر إيجار مبالغ به لقطعة أرض يمتلكها البرواري قرب موقع مطار بغداد في بداية عام 2011.

## السجل العسكري
- في سنة 2004 قام بالمشاركة في عمليات الفلوجة الأولى كآمر فوج
- في سنة 2004 بعد أن أصبح آمر لواء شارك في عمليات النجف
- في سنة 2004 شارك في معركة تحرير سامراء ومرقد الإمامين العسكريين
- في سنة 2004 شارك في تطهير المدائن من تنظيم القاعدة
- في سنة 2005 شارك آمر اللواء في معارك الفلوجة الثانية
- في سنة 2007 أصبح السيد اللواء قائدا للعمليات الخاصة العراقية
- في سنة 2008 شارك في بشائر الخير وديالى والموصل
- في سنة 2008 شارك في معارك الفلوجة والنجف
- في سنة 2008 شارك في معارك البصرة والموصل وديالى

كما وكانت له مشاركة واضحة في معارك اللطيفية وعرب جبور ومنطقة العزة وسلمان باك ومدينة الصدر والعطيفية والمحمودية وبغداد الجديدة والنعيرية ومعامل العمارة وكربلاء والحلة والرمادي وتكريت وبيجات الجزيرة العربية في الموصل.

## وفاته
توفي فاضل برواري في محافظة أربيل، في 20 أيلول/سبتمبر 2018 إثر إصابته بأزمة قلبية.

## تشييعه
شُيّع في مسقط رأسه بمدينة دهوك، وجرت مراسم تشييعه بين وزارتي الدفاع العراقية وقوات البيشمركة الكردية.وقد شيّعه المئات من أهالي محافظة دهوك والمحافظات الأخرى، وقد حضر مراسيم التشييع عدداً كبيراً من المواطنين والمسؤولين والقادة العسكريين، ودُفن في مقبرة شاخكي بمحافظة دهوك.
```
قدّم 
رئيس الوزراء العراقي
، 
حيدر العبادي
، تعازيه بوفاته، وقال أنه كان حاضراً في مواجهة 
الإرهاب
.
[
16
]
 وعزّت السفارة الأمريكية في بغداد، بوفاة قائد الفرقة الذهبية اللواء فاضل برواري، وعدّته بأنه أحد أهم القادة الرئيسيين في هزيمة 
داعش
.
[
17
]
[
18
]
```